# دهه ۳۰۰ (پیش از میلاد)

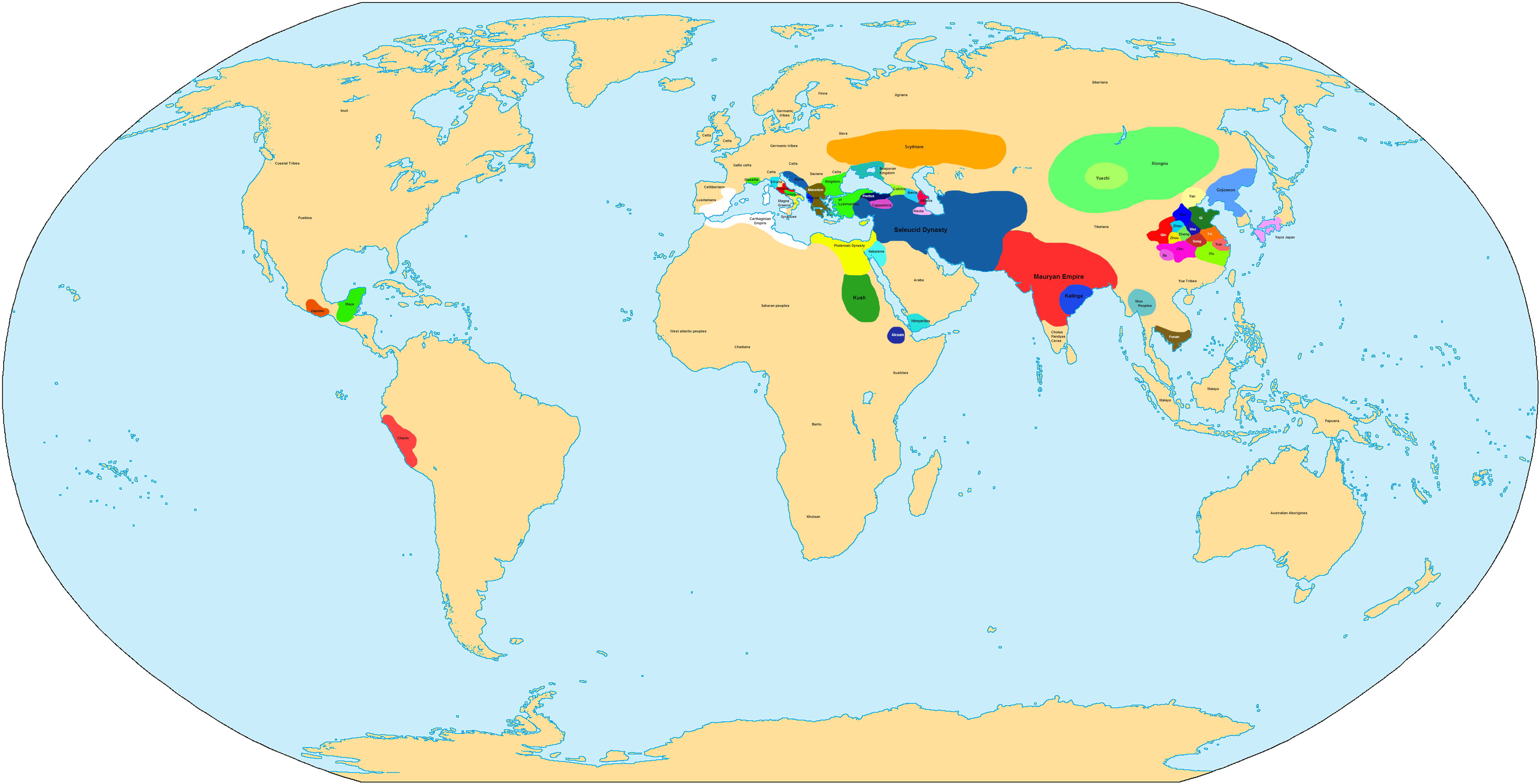
حکومت ها در ۳۰۰ سال قبل میلاد مسیح

دهه ۳۰۰ (پیش از میلاد) ۳۰مین دهه قبل از مبدا شروع تقویم میلادی است.